# Nairo Quintana
Nairo Alexander Quintana Rojas (Cómbita, 4 febbraio 1990) è un ciclista su strada colombiano che corre per la Movistar Team. Professionista dal 2009, soprannominato Condor o Nairoman, è un corridore, con caratteristiche di scalatore puro. In carriera ha vinto un Giro d'Italia, nel 2014, e una Vuelta a España, nel 2016, e si è classificato per due volte secondo e una volta terzo al Tour de France.

## Biografia
Ha un fratello minore, Dayer, anch'egli ciclista professionista.

## Carriera

### 2009-2012: i primi anni da professionista
Nel 2009 si aggiudicò il titolo nazionale a cronometro tra gli Under-23. L'anno dopo si trasferì dalla Boyacá Es para Vivirla alla Colombia Es Pasión-Café de Colombia, altra formazione Continental colombiana. Durante la stagione Quintana vinse due tappe al prestigioso Tour de l'Avenir, una di montagna e una cronometro collinare a Risoul, aggiudicandosi anche la vittoria finale della corsa davanti allo statunitense Andrew Talansky e al connazionale Jarlinson Pantano.
L'anno dopo, sempre tra le file della Colombia Es Pasión, non colse successi; prese però parte alla Volta Ciclista a Catalunya, gara del World Tour, facendo sua la classifica scalatori. Questo risultato convinse Eusebio Unzué, direttore sportivo del team spagnolo Movistar, a metterlo sotto contratto a partire dalla stagione 2012.
Nel 2012 Quintana debuttò così con la formazione World Tour spagnola. Ad inizio marzo partecipò alla Vuelta a Murcia, una due giorni con una tappa di montagna seguita da una cronometro. Nella prima frazione, dopo aver staccato il britannico Jonathan Tiernan-Locke, giunse primo al traguardo con una quindicina di secondi di vantaggio sul gruppo; nella cronometro finale perse quindi solo 10 secondi da Tiernan-Locke, aggiudicandosi il successo finale. In maggio concluse secondo alla Vuelta a la Comunidad de Madrid.

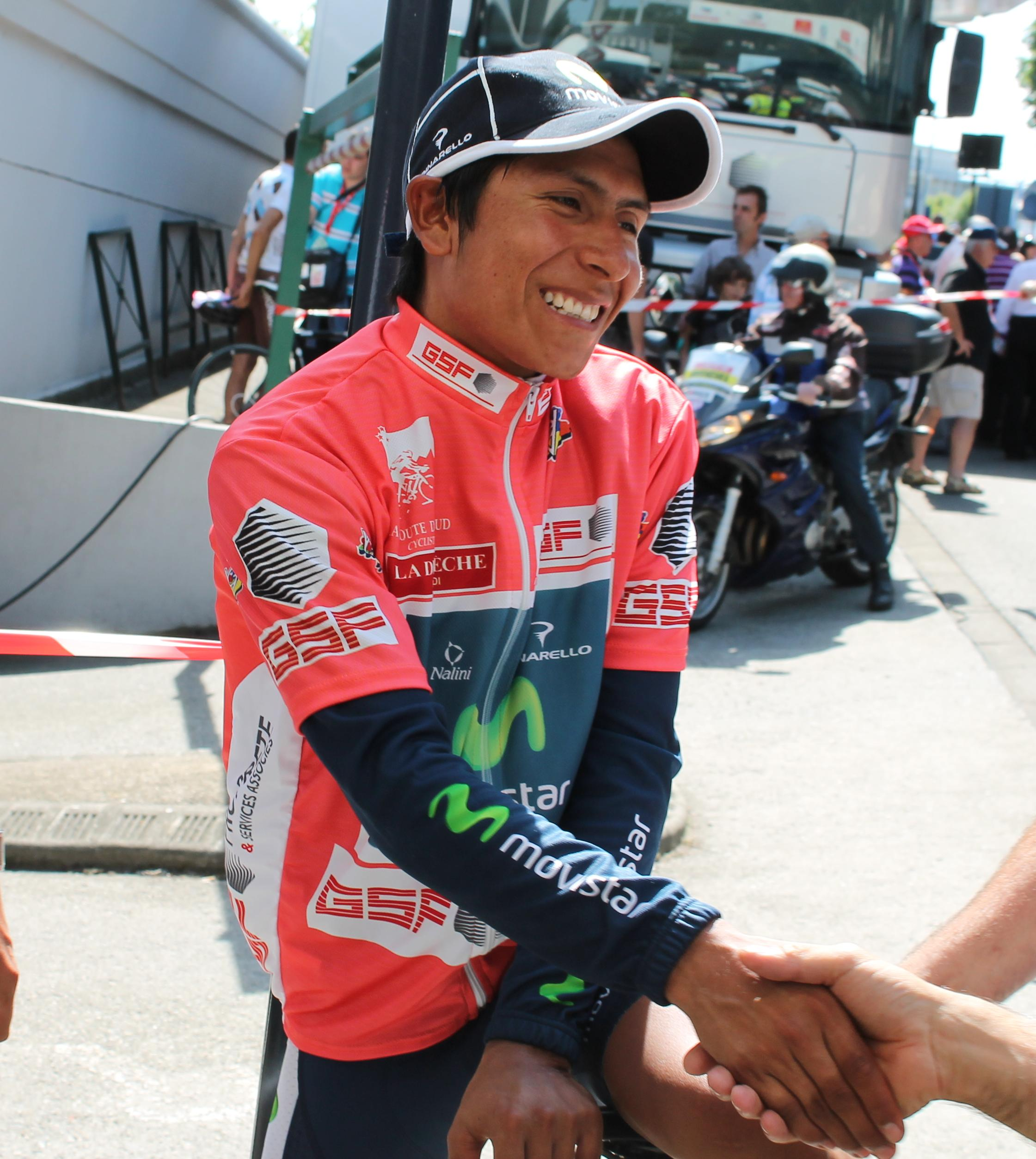
Quintana alla Route du Sud 2012.

Tornò al successo in giugno, vincendo in solitaria la sesta tappa del Critérium du Dauphiné, quella con arrivo in quota a Morzine (davanti a Cadel Evans e al treno del Team Sky, e una tappa e la classifica finale della Route du Sud, sempre in Francia. Dopo aver corso come gregario la Vuelta a España, restando spesso con i migliori, concluse la stagione con il successo al Giro dell'Emilia; decisivo, in quella gara, fu l'attacco solitario portato da Quintana sull'ultima ascesa verso il San Luca.

### 2013: il secondo posto, la maglia bianca e la maglia a pois al Tour de France
Nel marzo 2013 partecipa alla Parigi-Nizza – non va oltre un terzo posto nella cronoscalata finale al Col d'Èze – e alla Volta Ciclista a Catalunya, ottenendo un successo di tappa sull'arrivo in salita a Vallter 2000 e il terzo posto nella classifica finale. In aprile prende il via al Giro dei Paesi Baschi; in questa gara si aggiudica la tappa con arrivo ad Eibar e la vittoria nella classifica finale, superando in graduatoria, al termine della cronometro dell'ultimo giorno, il connazionale Sergio Henao.
In luglio partecipa per la prima volta al Tour de France a soli 23 anni. In salita tiene sempre il passo dei migliori – diventa il capitano della sua squadra a causa del ritardo accumulato da Alejandro Valverde – e, al termine della tappa dell'Alpe d'Huez, riesce a raggiungere il terzo posto della graduatoria generale. Corona la prestazione complessiva in occasione della frazione di Annecy-Semnoz, al penultimo giorno di gara, aggiudicandosi il successo dopo aver staccato sulla salita finale Joaquim Rodríguez e la maglia gialla Chris Froome. Sale così al secondo posto nella classifica generale finale, dietro al solo Froome; l'indomani a Parigi può festeggiare anche la conquista della maglia a pois di miglior scalatore e della maglia bianca di miglior giovane.
In agosto vince una tappa e la graduatoria finale della Vuelta a Burgos, mentre ai successivi campionati del mondo a Firenze si ritira dalla prova in linea.

### 2014: la vittoria al Giro d'Italia

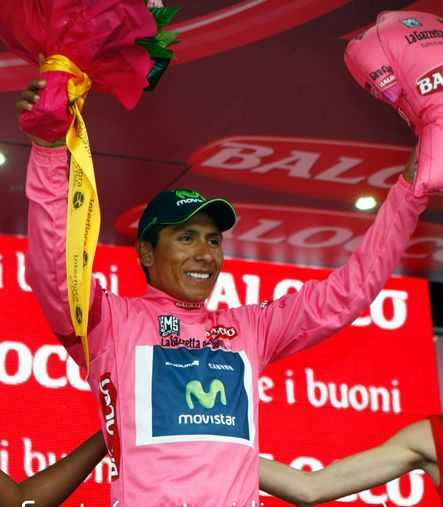
Nairo Quintana mentre festeggia in maglia rosa al Giro d'Italia 2014.

Per il 2014, sempre in maglia Movistar, decide di puntare sul Giro d'Italia. Apre la stagione con la vittoria nella classifica generale del Tour de San Luis in Argentina e con la partecipazione alla Tirreno-Adriatico, gara in cui si piazza al secondo posto finale.

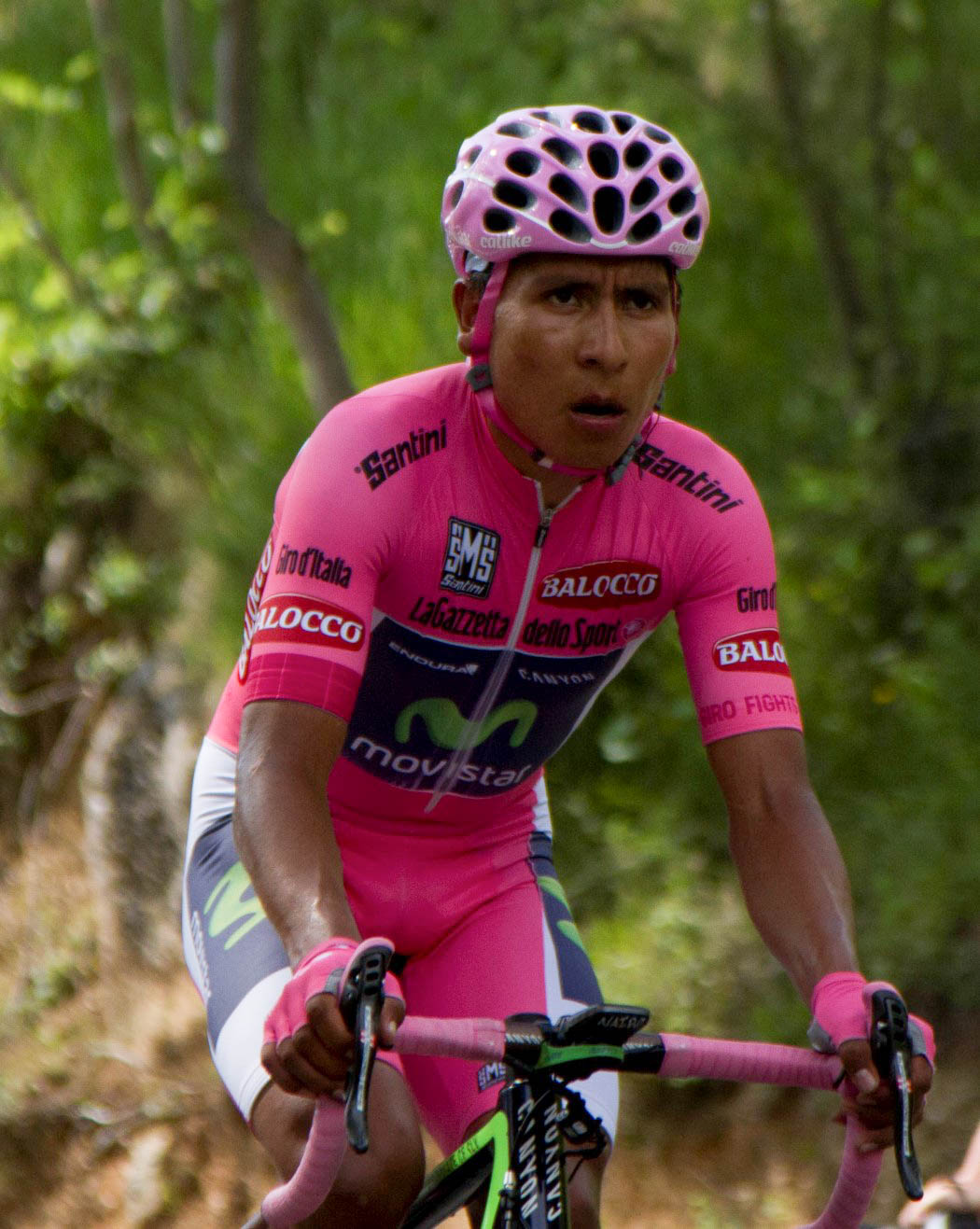
Nairo Quintana in azione con la maglia rosa al Giro d'Italia 2014.

Arriva al Giro d'Italia con ambizioni di vittoria ma sin dalle prime tappe accusa una fastidiosa otite all'orecchio destro e un'infezione alla gola che ne compromettono la brillantezza delle prestazioni e gli causano problemi di respirazione. Il Giro vede nelle prime tappe il duello tra Cadel Evans e Rigoberto Urán con quest'ultimo che conquista la maglia rosa al termine della dodicesima tappa, una cronometro di 41 km, rifilando grandi distacchi ai diretti concorrenti, tra cui lo stesso Quintana che accusa quasi 3 minuti di ritardo. Il portacolori della Movistar riesce a recuperare una manciata di secondi alla maglia rosa nei primi arrivi in salita a Oropa e a Montecampione.
Si presenta al via della sedicesima tappa da quinto in classifica generale, con un ritardo di 2'40" dalla vetta della generale. La frazione prevede le scalate di Passo Gavia, Passo dello Stelvio (su cui imperversa il maltempo) e arrivo in salita in Val Martello. Quintana si rende protagonista di un attacco quando, insieme ad altri corridori, scatta lungo la discesa dello Stelvio, a 60 km dall'arrivo. Un attacco che ha provocato molte polemiche perché, a detta di altri ciclisti, avrebbe violato le istruzioni della giuria che imponevano ai corridori il divieto di attacco per la pericolosità delle condizioni climatiche (circostanza smentita dalla stessa giuria); nella salita finale, di ben 22 km, riuscirà a staccare i compagni di fuga, tra cui Ryder Hesjedal e Pierre Rolland, imponendo il ritmo sin dall'inizio con ripetuti scatti che sfiancano uno ad uno gli avversari. Conclude in solitaria staccando di 4 minuti e 11 secondi il leader della generale Rigoberto Urán, conquistando dunque tappa e maglia rosa, mettendo in mostra una tra le più belle azioni del ciclismo moderno. Al termine della diciannovesima tappa consolida la leadership andando a vincere la cronoscalata del Monte Grappa, nella quale infligge distacchi importanti a quasi tutti gli avversari (il solo Fabio Aru riesce a contenere il distacco, terminando a 17"). Così facendo arriva il 31 maggio in maglia rosa al Monte Zoncolan, dove si limita a controllare i suoi avversari senza attaccare direttamente: l'indomani a Trieste vince la sua prima Corsa Rosa.
Il 23 agosto è al via della Vuelta a España nel lotto dei favoriti. Cade, però, mentre è in maglia rossa durante la decima tappa, la cronometro con arrivo a Borja. Nella tappa seguente, vinta da Fabio Aru, cade nuovamente ed è costretto al ritiro.

### 2015: la vittoria alla Tirreno-Adriatico e ancora secondo al Tour

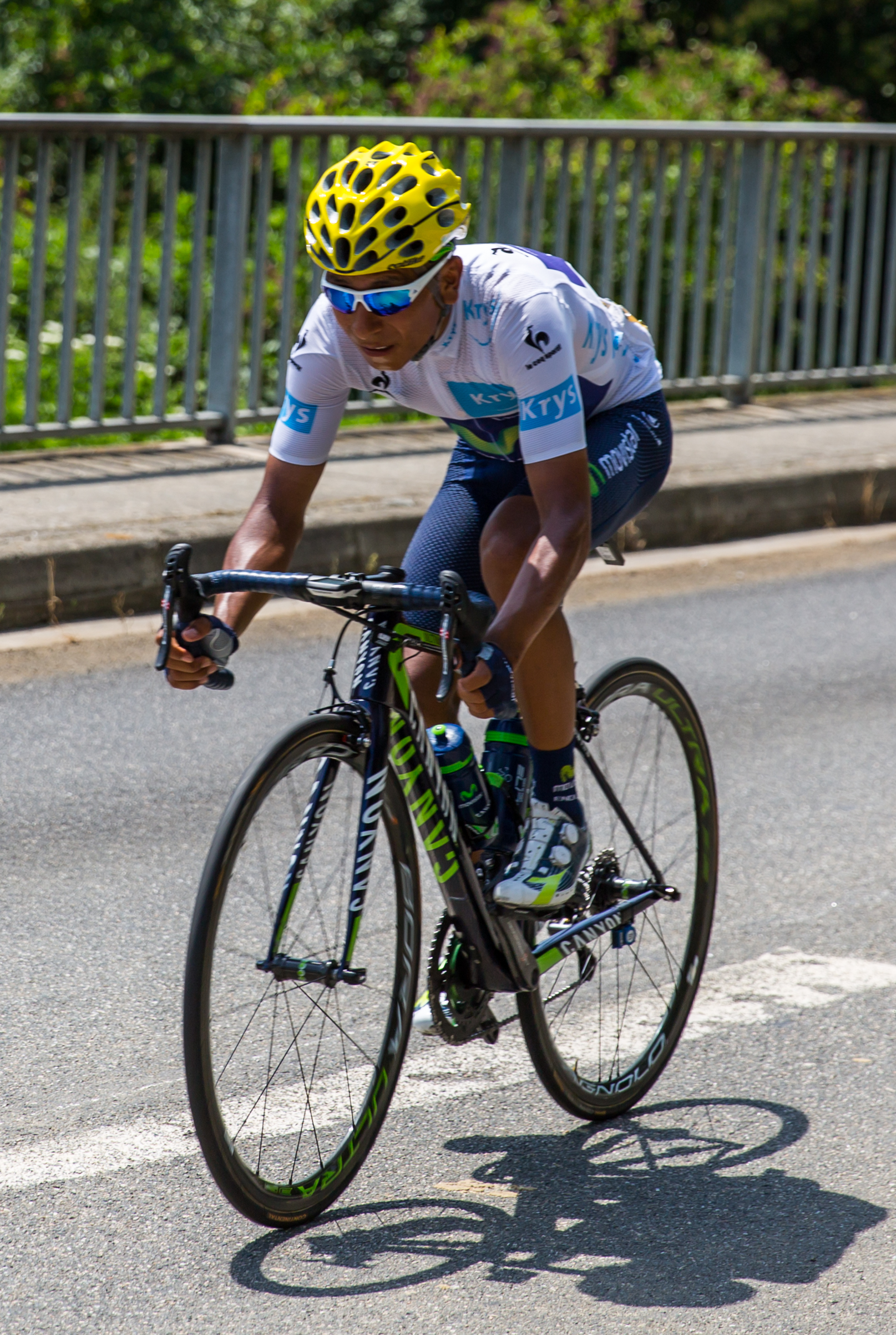
Nairo Quintana in azione in maglia bianca al Tour de France 2015.

Prende il via a gennaio del Tour de San Luis; nella corsa argentina arriva terzo nella generale e non va oltre il quarto posto nelle due tappe di montagna non riuscendo mai a contrastare il dominio del vincitore Daniel Díaz. In marzo torna alle gare alla Tirreno-Adriatico. Nella Corsa dei Due Mari vince la tappa regina che arriva sul Terminillo: approfittando di un momento di distrazione dell'altro principale favorito Alberto Contador, attacca; con un solo scatto riesce a scrollarsi di dosso i principali antagonisti, guadagnando all'arrivo un minuto sul gruppo dei migliori e quaranta secondi su Bauke Mollema. Nella cronometro finale, nonostante una prestazione non ottimale, riesce a mantenere il vantaggio accumulato e si aggiudica la corsa. Dopo aver preso parte ad alcune corse sul pavé in preparazione al Tour, si presenta alla Vuelta al País Vasco 2015. Anche nella corsa spagnola non brilla e giunge quarto in generale a più di un minuto dal vincitore Joaquin Rodríguez. Prende poi il via al Tour de Romandie, dopo aver partecipato alle classiche delle Ardenne in appoggio ad Alejandro Valverde. Nemmeno in Svizzera riesce a fare la differenza in salita, giungendo quarto a venti secondi da Pinot nella tappa regina con arrivo a Champex-Lac. Dopo un'altra deludente prestazione a cronometro si piazza ottavo in generale a quasi 2' da Il'nur Zakarin, vincitore a sorpresa della corsa. Decide di non partecipare al Critérium du Dauphiné, optando per la Route du Sud: chiude la breve corsa francese al secondo posto, alle spalle di Alberto Contador.
Si presenta al via del Tour facendo parte del gruppo dei fab 4, insieme a Chris Froome, Alberto Contador e Vincenzo Nibali. Tuttavia il suo inizio di Grande Boucle non è dei migliori; infatti nel prologo di Utrecht risulta il peggiore dei 4, e il giorno successivo rimane vittima dei ventagli, perdendo 1'28" da Froome e Contador (non da Nibali, arrivato insieme a lui) ed anche il terzo giorno di gara, con l'arrivo sul terribile Muro di Huy, perde 11" dal britannico. Non perde tempo invece nella tappa del pavé, molto temuta dallo stesso Quintana. Nella cronosquadre di Plumelec, perde altri 3" da Froome, ma guadagna su tutti gli altri rivali. Sul primo arrivo in salita, a La Pierre-Saint-Martin, è l'unico a opporre resistenza a Froome, che però lo stacca a 6,5 chilometri dall'arrivo. Giunge 3º sul traguardo (superato anche da Richie Porte, compagno di Froome), diventando anche 3º in classifica generale. Nei giorni successivi corre sulla difensiva, stando sempre a ruota dalla maglia gialla Froome. Il suo primo attacco, avviene nella tappa di Mende; sull'ultima ascesa, l'unico che riesce a rimanere con lui è sempre la maglia gialla, che gli rosicchia anche 1" in volata. In questa occasione, scavalca Tejay van Garderen in classifica, portandosi al 2º posto a 3' e 10" da Froome, divenendo il suo rivale principale per la conquista del Tour. Nelle prime tappe alpine, decide di restare passivo (complice anche il 3º posto del suo compagno Valverde), accelerando solo nel finale della tappa con arrivo a Pra Loup: anche in questo caso il solo a resistere è Froome.
Nella 19ª tappa, con l'arrivo in salita di La Toussuire-Les Sybelles, attacca con decisione a 5 chilometri dal traguardo, riuscendo per la prima volta a staccare Froome; al termine della tappa riesce a guadagnare 32" sul capitano del Team Sky, portando lo svantaggio a 2' e 38". Nella 20ª tappa, con l'arrivo sul mitico traguardo dell'Alpe d'Huez, attacca già sul Col de la Croix de Fer a 50 chilometri dalla conclusione, riuscendo a guadagnare, insieme a Valverde, una ventina di secondi su Froome, che però rientra in discesa. Non si dà però per vinto, e decide di provare a ribaltare il Tour sull'ascesa finale; scatta tre volte, e alla terza accelerazione, a meno 9 chilometri dalla linea di arrivo, si toglie di ruota i compagni di squadra di Froome, che, per la prima volta in vera difficoltà in salita, non riesce a rispondere, preferendo salire scortato dai suoi gregari. Spalleggiato dai compagni Valverde e Winner Anacona, riesce a prendere il largo sul gruppetto della maglia gialla, giungendo 2º sul traguardo a 18" dal vincitore Thibaut Pinot. Con la sua azione, grazie anche all'abbuono di 6", riesce a guadagnare 1' e 36" a Froome, che tuttavia non bastano per sopravanzare l'inglese in classifica. Chiude così la Grande Boucle al 2º posto alle spalle di Froome, come successo nel 2013, aggiudicandosi come in quell'edizione la maglia bianca.
Partecipa alla Vuelta dove sfiora il podio. Conclude, infatti, al quarto posto distaccato di 1'42" dal vincitore Fabio Aru. Non è sufficiente al colombiano un'ottima performance nella cronometro di Burgos, per appropriarsi del podio.

### 2016: il podio al Tour e il trionfo alla Vuelta
Nel novembre 2015 è stato annunciato che nel 2016 Quintana avrebbe corso il Tour de France, la corsa su strada olimpica e la Vuelta a España.
Inizia la stagione al Tour de San Luis, terminando al terzo posto dietro al fratello, Dayer, che conquista la vittoria. Poi partecipa alla Volta a Catalunya, terminata con la vittoria nella classifica generale, diventando il terzo colombiano a vincere la gara e il primo a farlo dopo Hernán Buenahora nel 1998. Due settimane più tardi, e alle prese con gli effetti di una caduta, ha terminato terzo la Vuelta al País Vasco.
Successivamente partecipa al Tour de France con ambizioni di classifica. Nella corsa francese giunge terzo nella classifica generale, dopo aver sofferto problemi di salute (allergie) per gran parte della corsa. Dopo il tour Quintana ha dichiarato di non voler prendere parte alle Olimpiadi per recuperare e essere pronto per la successiva Vuelta a España.
Partecipa alla corsa spagnola con l'obiettivo di conquistare la maglia rossa. Al termine dell'8ª tappa, la La Camperona/Valle de Sabero, conquista la maglia rossa di leader, con 19" sul compagno di squadra Alejandro Valverde e 27" su Chris Froome. Il giorno successivo perde la testa della classifica in favore dello spagnolo David de la Cruz. Riprende però il simbolo del primato nella tappa successiva, che conclude trionfando in solitaria ai Lagos de Covadonga con 25" su Froome. Nella 15ª tappa giunge secondo e guadagna 2 minuti e 16 su Froome grazie a un attacco di Contador a 100 km dall'arrivo. Limita i danni nella cronometro, la penultima tappa, vedendo ridursi il vantaggio su Chris Froome a soli 1'21". Nella tappa finale e quindi decisiva prima della passerella a Madrid però marca a uomo l'inglese e sul traguardo riesce a precederlo di 2". Il giorno successivo trionfa a Madrid. Oltre alla maglia rossa conquista quella bianca della classifica combinata.

### 2017: il bis alla Tirreno-Adriatico e il secondo posto al Giro
Prende parte alla stagione agonistica 2017 con l'obiettivo di centrare l'accoppiata Giro d'Italia-Tour de France. Dopo aver disputato due prove della Challenge a Maiorca corre la Volta a la Comunitat Valenciana, perdendo subito parecchio terreno dalla BMC nella cronosquadre. Dimostrandosi molto combattivo, si impone sull'arrivo in salita di Lucena del Cid e strappa così la maglia di leader a Greg Van Avermaet. Il giorno successivo vince dunque, per la prima volta in carriera, la classifica finale della corsa spagnola. Partecipa anche alla Tirreno-Adriatico, dove a distanza di due anni dall'ultima volta si impone sia nella tappa con arrivo a Campoforogna, sul Terminillo, che nella classifica generale, dove precede Rohan Dennis e Thibaut Pinot.
Al Giro d'Italia conquista la maglia rosa al termine della nona tappa, quella con l'arrivo in salita sul Blockhaus, con uno scatto ai -6 km dalla fine, dove stacca di una ventina di secondi Thibaut Pinot e Tom Dumoulin e di un minuto Vincenzo Nibali. Nella tappa successiva, la cronometro da Foligno a Montefalco, Dumoulin, dominatore della prova contro il tempo, gli rifila quasi tre minuti salendo saldamente al comando della classifica generale con oltre due minuti sul colombiano. Quintana prova quindi ad attaccare sulla salita di Oropa ma pur guadagnando un buon margine su molti suoi diretti avversari si vede ripreso e successivamente staccato di una manciata di secondi da Dumoulin, che aumenta il proprio vantaggio in classifica. Nella sedicesima tappa, complici dei problemi intestinali del leader della generale, recupera più di due minuti alla maglia rosa, riducendo a soli 31 secondi il distacco da Dumoulin. Prende la maglia rosa nella tappa con arrivo a Piancavallo pur senza acuti, a causa di una leggera crisi di Dumoulin a inizio salita. La perde poi due tappe più tardi, all'ultima frazione, una cronometro da Monza a Milano, arrivando secondo in classifica generale alle spalle di Tom Dumoulin e davanti a Vincenzo Nibali . Non riesce dunque nell'obiettivo precedentemente dichiarato di conseguire la doppietta Giro-Tour.
Partecipa poi al Tour de France, ma finisce solo dodicesimo nella generale per le fatiche della partecipazione al Giro. Brilla solo nella 13ª frazione, in cui arrivando secondo allo sprint dopo Warren Barguil, e recupera quasi due minuti alla maglia gialla Fabio Aru.

### 2018: la vittoria di tappa al Tour de France e tante cadute

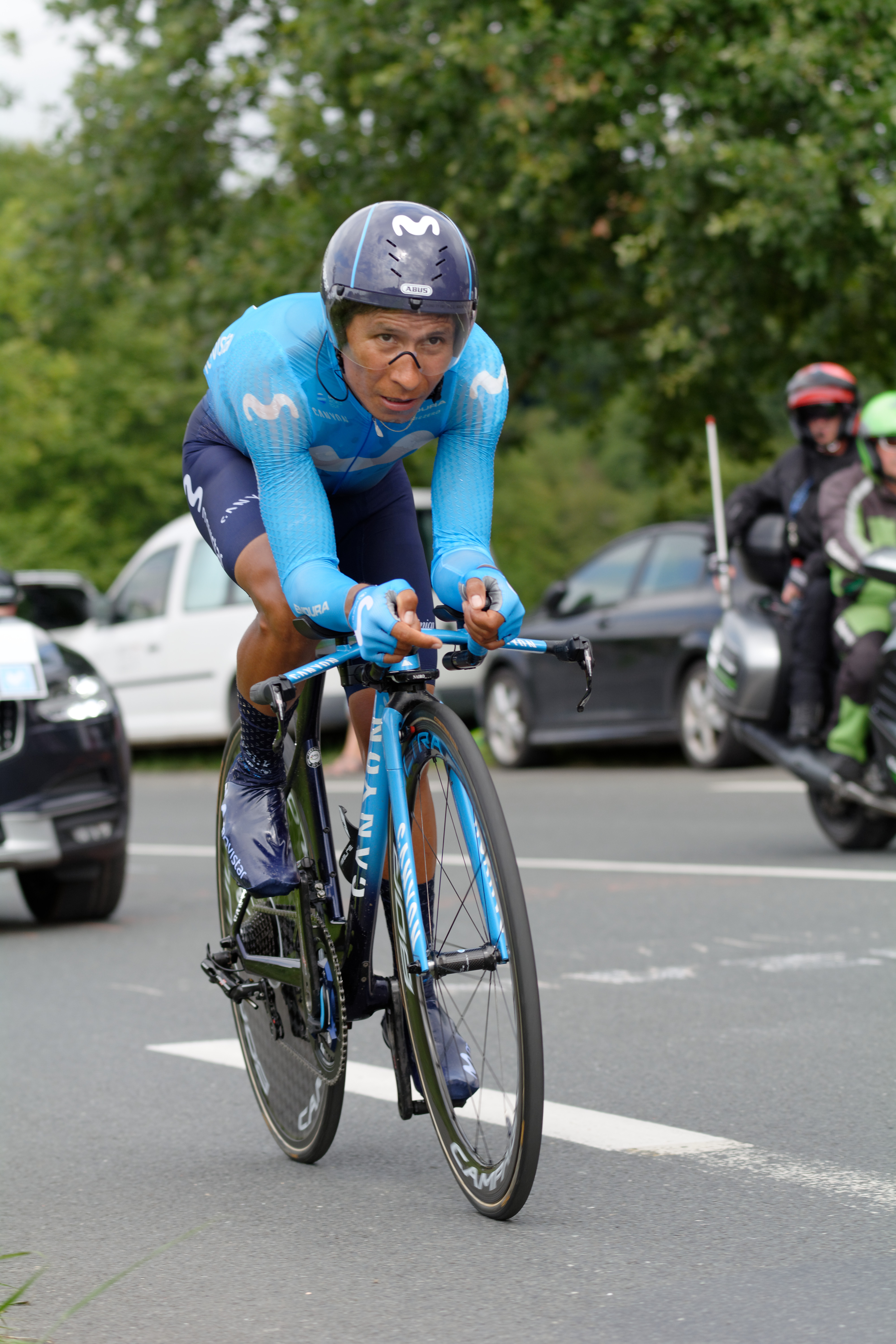
Nairo Quintana impegnato in una cronometro al Tour de France 2018.

Inizia la sua stagione nella corsa colombiana Colombia Oro y Paz, dove indossa la maglia di leader e arriva 2º nella classifica generale. La sua prima gara World Tour è la Volta Ciclistica a Catalunya, dove giunge secondo nella classifica generale dietro al compagno di squadra Alejandro Valverde. Corre poi la Vuelta al País Vasco, dove chiude quinto. Partecipa quindi al Tour de Suisse in preparazione del Tour: vince la tappa più dura, la settima, con arrivo in salita ad Arosa, partendo a circa 27 chilometri dall'arrivo e facendo il vuoto.
Prende il via del Tour de France speranzoso di lottare per la vittoria. Nella prima tappa rompe le ruote a 3,4 km dalla fine e perde 1'15" dai favoriti. Nella seconda settimana non è del tutto in forma e cede diversi secondi ai big. Ottiene una vittoria di tappa, al termine della diciassettesima frazione, la più breve della corsa con arrivo in salita a Saint-Lary-Soulan: attacca a circa 15 chilometri dal traguardo, supera i fuggitivi di giornata e va a imporsi in solitaria, scalando posizioni in classifica. Una nuova caduta nella tappa successiva gli impedisce tuttavia di lottare per il podio nella dura frazione pirenaica del giorno seguente.
A fine agosto prende il via alla Vuelta a España con ambizioni di classifica, come co-capitano della Movistar assieme ad Alejandro Valverde. Dopo una buona partenza, che gli permette di essere ancora terzo in classifica al termine della seconda settimana, va in calando nel finale della corsa. Non riesce a vincere una tappa e così aiuta il compagno Valverde, meglio piazzato in classifica. Conclude la corsa all'ottavo posto.

### 2019: i piazzamenti Top 10 a Tour e Vuelta

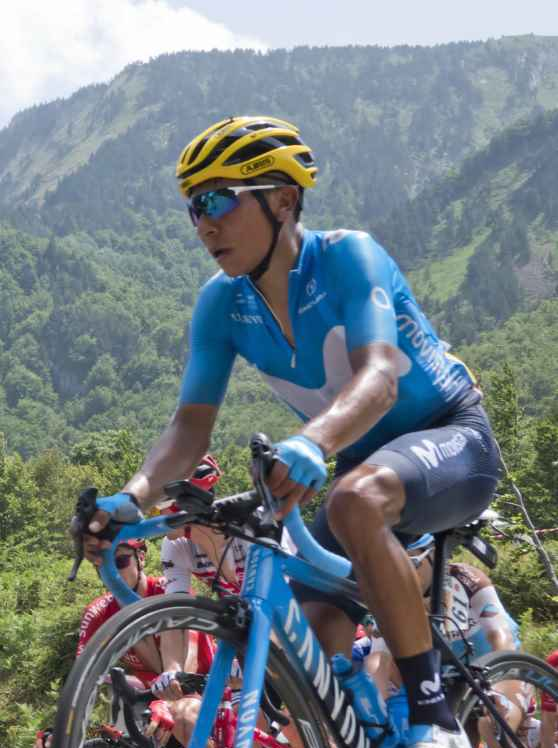
Nairo Quintana in azione durante una tappa al Tour de France 2019.

Inizia la stagione 2019 alla Vuelta a San Juan, dove centra la top ten, aiutando il compagno di squadra Winner Anacona; corre poi il Tour Colombia 2.1, dove vince la tappa finale e finisce quinto assoluto. Partecipa quindi alla Volta Ciclista a Catalunya, dove finisce quarto nella classifica generale. Corre la Parigi Nizza dove finisce secondo, dando spettacolo nell'ultima tappa con un attacco da lontano. A giugno partecipa, come preparazione al Tour de France, al Critérium du Dauphiné chiudendo al nono posto.
Partecipa quindi al Tour de France con ambizioni di vittoria. Nella settima tappa, sulla Planche de Belles Filles, è battuto dai soli Geraint Thomas e Thibaut Pinot per pochissimi secondi; è protagonista poi di una buona cronometro a Pau, ma deve cedere più di un minuto e mezzo alla maglia gialla Alaphilippe (vincitore di tappa) e circa un minuto agli altri avversari. Il giorno seguente, sul Tourmalet, si stacca a causa del ritmo di Amador, suo compagno di squadra, scatenando polemiche sulla tattica usata dalla Movistar. Prova una fuga l'indomani, che si smorza prima dell'arrivo. Vince poi la tappa regina, la diciottesima, con Izoard e Galibier, guadagnando più di cinque minuti sugli avversari e ritornando di nuovo in lotta per la classifica generale; segna anche il miglior tempo di scalata sul Galibier, in poco più di 22 minuti. Continuano le polemiche sulla tattica Movistar, dato che, mentre Quintana era in fuga, nel gruppo Soler (suo compagno di squadra) aveva tirato diminuendo il vantaggio di Nairo di ben tre minuti. L'indomani perde però 2 minuti, pagando gli sforzi del giorno precedente. Nell'ultima tappa (abbreviata) prova con uno scatto a vincere la tappa, ma poi viene ripreso dal gruppo. Conclude il Tour con la forma in crescendo, in ottava posizione.
È presente in seguito alla Vuelta a España, dove con un'azione da finisseur riesce ad aggiudicarsi la seconda frazione. Nelle tappe di montagna indossa a lungo la maglia verde della classifica a punti e indossa anche la maglia rossa; sfiora il podio, finendo quarto assoluto.

### 2020-2022: Arkéa-Samsic e la positività al tramadolo al Tour.
Nel settembre 2019 è stato reso noto il suo passaggio alla squadra Arkéa-Samsic per la stagione 2020, insieme al fratello Dayer Quintana e Winner Anacona.
Prima dello stop delle gare a causa della pandemia Covid-19, Quintana fa un ottimo inizio di stagione, vincendo il Tour de La Provence, il Tour des Alpes Maritimes et du Var e la tappa regina della Parigi Nizza (arrivando 6° in classifica generale a causa di una caduta). 
Ha partecipato al Tour de France 2020, dove si è piazzato 17º in classifica generale. 
Nel 2021 ha corso la Tirreno-Adriatico, la Volta a Catalunya e il Critérium du Dauphiné, in cui si è classificato oltre i primi 10 in ognuna gara.
Ha partecipato al Tour de France 2021 e ed ha ottenuto un risultato al di sotto della propria media, rispetto ai suoi standard elevati: ha tenuto la maglia a pois di Re della Montagna per alcune tappe nella seconda settimana, ma non ha vinto nessuna tappa e si è classificato 28°.
Nel febbraio 2022 iniziò la stagione vincendo sia il Tour des Alpes-Maritimes et du Var che il Tour de la Provence, poi a marzo si è piazzato tra i primi 5 alla Parigi-Nizza e alla Volta a Catalunya. 
Partecipa al Tour de France dove si classifica sesto. Il 17 agosto 2022, l'Unione Ciclistica Internazionale (UCI) ha annunciato la sua squalifica retroattiva dalla competizione per l'uso di tramadolo, nonostante non sia in alcun modo una sostanza dopante e sia un noto farmaco autorizzato da altri enti sportivi come il Comitato Olimpico Internazionale.

### 2024: Il ritorno alla Movistar.
Nel 2023, rimasto senza squadra, ha modo di partecipare esclusivamente ai campionati colombiani in linea, dove termina sul podio della gara.
Ad Ottobre 2023 è arrivata la notizia che Nairo Quintana ritornerà al Team Movistar, squadra che gli ha dato i maggiori risultati della sua carriera ciclistica.
Nel 2024 partecipa al Giro d'Italia, dove sfiora la vittoria nell'impegnativa tappa con arrivo a Livigno, venendo battuto solo dalla maglia rosa e vincitore della corsa Tadej Pogacar.

## Palmarès

### Strada
- 2009 (Boyacá es para Vivirla)

Campionati colombiani, Prova a cronometro Under-23
3ª tappa Vuelta del Huila (Pitalito > San Agustín, cronoscalata)
- 2010 (Café de Colombia-Colombia es Pasión)

6ª tappa Tour de l'Avenir (Saillans > Risoul)
7ª tappa Tour de l'Avenir (Guillestre > Risoul, cronoscalata)
Classifica generale Tour de l'Avenir
- 2011 (Colombia es Pasión-Café de Colombia)

1ª tappa Circuito de Cómbita (Cómbita > Cómbita, cronoscalata)
Classifica generale Circuito de Cómbita
- 2012 (Movistar Team, sei vittorie)

1ª tappa Vuelta a Murcia (Balneario de Archena > Sierra Espuña)
Classifica generale Vuelta a Murcia
6ª tappa Giro del Delfinato (Saint-Alban-Leysse > Morzine)
3ª tappa Route du Sud (Trie-sur-Baïse > Arras-en-Lavedan)
Classifica generale Route du Sud
Giro dell'Emilia
- 2013 (Movistar Team, sei vittorie)

3ª tappa Volta Ciclista a Catalunya (Vidreres > Vallter 2000)
4ª tappa Giro dei Paesi Baschi (Trapagaran > Eibar/Arrate)
Classifica generale Giro dei Paesi Baschi
20ª tappa Tour de France (Annecy > Annecy-Semnoz)
5ª tappa Vuelta a Burgos (Comunero de Revenga > Lagunas de Neila)
Classifica generale Vuelta a Burgos
- 2014 (Movistar Team, sette vittorie)

4ª tappa Tour de San Luis (Municipalidad de Potrero > Cerro El Amago)
Classifica generale Tour de San Luis
16ª tappa Giro d'Italia (Ponte di Legno > Val Martello)
19ª tappa Giro d'Italia (Bassano del Grappa > Cima Grappa, cronoscalata)
Classifica generale Giro d'Italia
3ª tappa Vuelta a Burgos (Comunero de Revenga > Lagunas de Neila)
Classifica generale Vuelta a Burgos
- 2015 (Movistar Team, due vittorie)

4ª tappa Tirreno-Adriatico (Esanatoglia > Terminillo)
Classifica generale Tirreno-Adriatico
- 2016 (Movistar Team, sette vittorie)

Classifica generale Volta Ciclista a Catalunya
2ª tappa Giro di Romandia (Moudon > Morgins)
Classifica generale Giro di Romandia
3ª tappa Route du Sud (Albi > Albi, cronometro)
Classifica generale Route du Sud
10ª tappa Vuelta a España (Lugones > Lagos de Covadonga)
Classifica generale Vuelta a España
- 2017 (Movistar Team, sette vittorie)

4ª tappa Volta a la Comunitat Valenciana (Segorbe > Lucena del Cid/Camins del Penyagolosa)
Classifica generale Volta a la Comunitat Valenciana
4ª tappa Tirreno-Adriatico (Montalto di Castro > Terminillo)
Classifica generale Tirreno-Adriatico
2ª tappa Vuelta a Asturias (Ribera de Arriba > Alto del Acebo)
Classifica generale Vuelta a Asturias
9ª tappa Giro d'Italia (Montenero di Bisaccia > Blockhaus)
- 2018 (Movistar Team, due vittorie)

7ª tappa Giro di Svizzera (Eschenbach/Atzmännig > Arosa)
17ª tappa Tour de France (Bagnères-de-Luchon > Saint-Lary-Soulan)
- 2019 (Movistar Team, tre vittorie)

6ª tappa Tour Colombia (El Retiro > Alto de Las Palmas)
18ª tappa Tour de France (Embrun > Valloire)
2ª tappa Vuelta a España (Benidorm > Calp)
- 2020 (Team Arkéa-Samsic, cinque vittorie)

3ª tappa Tour de la Provence (Istres > Mont Ventoux/Chalet Reynard)
Classifica generale Tour de la Provence
2ª tappa Tour du Haut-Var (Pégomas > Col d'Èze)
Classifica generale Tour du Haut-Var
7ª tappa Parigi-Nizza (Nizza > Valdeblore La Colmiane)
- 2021 (Team Arkéa-Samsic, due vittorie)

1ª tappa Vuelta a Asturias (Oviedo > Pola de Lena)
Classifica generale Vuelta a Asturias
- 2022 (Team Arkéa-Samsic, quattro vittorie)

3ª tappa Tour de la Provence (Manosque > Montagne de Lure)
Classifica generale Tour de la Provence
3ª tappa Tour des Alpes-Maritimes et du Var (Villefranche-sur-Mer > Blausasc)
Classifica generale Tour des Alpes-Maritimes et du Var

#### Altri successi
- 2009 (Boyaca Es Para Vivirla - Lecheboy)

Classifica giovani Vuelta a la Comunidad de Madrid
- 2011 (Colombia es Pasión-Café de Colombia)

Classifica scalatori Volta Ciclista a Catalunya
- 2012 (Movistar Team)

1ª tappa Vuelta a España (Pamplona > Pamplona, cronosquadre)
- 2013 (Movistar Team)

Classifica a punti Giro dei Paesi Baschi
Classifica giovani Tour de France
Classifica scalatori Tour de France
Na-Tour Criterium Ninove
Draai van de Kaai
Criterium van Heist
- 2014 (Movistar Team)

Classifica scalatori Tour de San Luis
Classifica giovani Tirreno-Adriatico
Classifica giovani Giro d'Italia
Trofeo Vincenzo Torriani Giro d'Italia
Classifica scalatori Vuelta a Burgos
1ª tappa Vuelta a España (Jerez de la Frontera > Jerez de la Frontera, cronosquadre)
- 2015 (Movistar Team)

Classifica giovani Tirreno-Adriatico
Classifica giovani Tour de France
Criterium van Roeselare
Draai van de Kaai
- 2016 (Movistar Team)

Classifica combinata Vuelta a España
- 2020 (Team Arkéa-Samsic)

Classifica a punti Tour du Haut-Var
- 2021 (Team Arkéa-Samsic)

Classifica a punti Vuelta a Asturias
- 2022 (Team Arkéa-Samsic)

Classifica scalatori Tour de la Provence
Classifica a punti Tour des Alpes-Maritimes et du Var
Classifica scalatori Tour des Alpes-Maritimes et du Var

## Piazzamenti

### Grandi Giri
- Giro d'Italia

2014: vincitore
2017: 2º
2024: 19º
2025: 25º
- Tour de France

2013: 2º
2015: 2º
2016: 3º
2017: 12º
2018: 10º
2019: 8º
2020: 17º
2021: 28º
2022: squalificato
- Vuelta a España

2012: 36º
2014: ritirato (11ª tappa)
2015: 4º
2016: vincitore
2018: 8º
2019: 4º
2024: 31º

### Classiche monumento
- Liegi-Bastogne-Liegi

2013: 50º
2015: 83º
- Giro di Lombardia

2012: 11º
2013: 16º
2017: 9º
2021: 11º

### Competizioni mondiali
- Campionati del mondo

Mendrisio 2009 - In linea Under-23: ritirato
Mendrisio 2009 - Cronometro Under-23: 26º
Copenaghen 2011 - Cronometro Under-23: 47º
Copenaghen 2011 - In linea Under-23: 52º
Limburgo 2012 - In linea Elite: 69º
Toscana 2013 - In linea Elite: ritirato
Bergen 2017 - In linea Elite: ritirato
Innsbruck 2018 - In linea Elite: 15º
Yorkshire 2019 - In linea Elite: ritirato
Wollongong 2022 - In linea Elite: 66º
- Giochi olimpici

Tokyo 2020 - In linea: 69º